# Erweiterung Naturschutzgebiet Putzarer See
Koordinaten: 53° 41′ 48″ N, 13° 41′ 47″ O
Das Naturschutzgebiet Erweiterung Naturschutzgebiet Putzarer See liegt bei Putzar, einem Ortsteil der Gemeinde Boldekow, im Landkreis Mecklenburgische Seenplatte in Mecklenburg-Vorpommern anschließend an das 457 ha große Naturschutzgebiet Putzarer See, das den 168 ha großen Putzarer See umschließt.

## Bedeutung
Das rund 58 ha große Gebiet steht seit 1995 unter der Kennung N 69B unter Naturschutz. 2016 wurde das Gebiet, das bis dahin nur einstweilig gesichert war, in der Neuausweisung des Naturschutzgebietes Putzarer See dem bisherigen Schutzgebiet hinzugefügt.